# بیلی لانگهام
بیلی لانگهام (انگلیسی: Billy Langham؛ 2nd Q, 1876 – 2nd Q, 1927, age 51) بازیکن فوتبال اهل پادشاهی متحد بریتانیای کبیر و ایرلند بود.
از باشگاه‌هایی که در آن بازی کرده‌است می‌توان به باشگاه فوتبال دونکستر راورز، باشگاه فوتبال بلکپول، باشگاه فوتبال لینکولن سیتی، باشگاه فوتبال گینزبورو ترینیتی، باشگاه فوتبال بریستول سیتی، باشگاه فوتبال نوتس کانتی، و باشگاه فوتبال لستر سیتی اشاره کرد.